# Togoudo
Togoudo est un arrondissement de la commune d'Allada localisé dans le département de l'Atlantique dans le Sud du Bénin,.

## Géographie

### Localisation
Togoudo est situé dans la commune d'Allada.

### Administration
Togoudo fait partie des 12 arrondissements que compte la commune d'Allada. Il groupe 
04 villages et quartiers de ville sur les 112 que totalise la commune. Il s'agit de :
1. Govié
2. Kpodjava
3. Tôgô
4. Zèbou[1]

## Histoire
Togoudo se situe géographiquement à l'emplacement de l'ancienne capitale du royaume d'Allada tandis que la commune d'Allada est une reconstruction faisant suite à sa destruction en 1724. Le nom de Togoudo n'apparait effectivement pas dans les sources antérieures. Des fouilles archéologiques menées en 1980 découvrent les traces de digues en terre autour de la ville, sans pouvoir clairement indiquer qu'il s'agisse de fortifications.
L'arrondissement de Togoudo est une subdivision administrative béninoise. Il devient officiellement un arrondissement de la commune d'Allada le 27 mai 2013 après la délibération et adoption par l'Assemblée nationale du Bénin en sa séance du 15 février 2013 de la loi n° 2013-O5 du 15/02/2013 portant création, organisation, attributions et fonctionnement des unités administratives locales en République du Bénin.

## Population et société

### Démographie
Selon le recensement général de la population et de l'habitation(RGPH4) de l'institut national de la statistique et de l'analyse économique(INSAE) au Bénin en 2013, la population de Togoudo compte 1444 ménages pour 6051 habitants.
| Indicateur           | 2013 |
| -------------------- | ---- |
| Nombre de ménages    | 1444 |
| Population féminine  | 3101 |
| Population masculine | 2950 |
| Population totale    | 6051 |

Les ethnies majoritaires sont les Aïzo et les Fon.